# Ергосфера

Ергосфера

Ергосфера — еліпсоїдальна ділянка викривленого простору навколо горизонту подій, зумовлена обертанням чорної діри.
Об'єкти, що перебуває в межах ергосфери, неминуче обертаються разом із чорною дірою за рахунок ефекту Лензе — Тіррінга.
Об'єкт, що потрапив до ергосфери, але не перетнув горизонт подій, ще може вирватися назовні. Тому, хоча чорна діра «все поглинає й нічого не відпускає», однак, можливий обмін енергією між нею й зовнішнім простором. Наприклад, частки або кванти, що пролітають крізь ергосферу, можуть забирати енергію її обертання — процес Пенроуза.

## Інтернет-ресурси
- Black Hole Thermodynamics [Архівовано 1 лютого 2009 у Wayback Machine.]
- The Gravitomagnetic Field and Penrose Processes
- A Rotating Black Hole [Архівовано 15 липня 2007 у Wayback Machine.]